# Nanaguna guna
Nanaguna guna är en fjärilsart som beskrevs av Embrik Strand 1917. Nanaguna guna ingår i släktet Nanaguna och familjen trågspinnare. Inga underarter finns listade i Catalogue of Life.